# コゼンツァ
コゼンツァ（イタリア語: Cosenza ( 音声ファイル)）は、イタリア共和国カラブリア州にある都市で、その周辺地域を含む人口約6万7000人の基礎自治体（コムーネ）。コゼンツァ県の県都である。
古代からの歴史を有する都市で、西ゴート族の王アラリック1世は当地で没した。ナポリ王国のもとで1511年に設立されたアカデミア・コゼンティーナ（英語: Accademia Cosentina）は、哲学と文学の研究で知られた、ヨーロッパ最古級の大学のひとつであった。現代においても、複数の博物館・美術館、劇場、図書館、カラブリア大学（英語: University of Calabria）を擁する文化の中心地である。

## 地理

### 位置・広がり
ブゼント川（英語: Busento）とクラーティ川（英語: Crati）の合流点に位置する。標高は海抜238mで、ラ・シーラ台地（英語: La Sila）と沿岸部の山脈との間の谷あいの都市である。ノルマン時代の城がその影を落とす旧市街は、ふもとのクラーティ河畔まで広がる。その北側、ブゼント川の対岸には新市街が広がっている。
山地に囲まれたこの都市は、地中海の影響をほとんど受けない気候となっており、冬は寒く夏は暑い。

#### 隣接コムーネ
隣接するコムーネは以下の通り。
- アプリリアーノ
- カザーリ・デル・マンコ
- カストロリーベロ
- ディピニャーノ
- メンディチーノ
- パテルノ・カーラブロ
- ピアーネ・クラーティ
- ピエトラフィッタ
- レンデ
- ロヴィート
- ツンパーノ

- 雪のコゼンツァ
- クラーティ川
- コゼンツァ城からの市街眺望
- 市街の目抜き通り Corso Mazzini
- バスターミナル

## 歴史

### 古代
古代にはコンセンティア（英語: Consentia）と呼ばれた。イタリック人の一派ブルッティ人（英語: Bruttii）の首都であり、イオニア海沿岸の植民都市に暮らすギリシャ人住民の影響に対する、イタリック人の防塁であった。紀元前331年、現在のコゼンツァ県域で戦われたパンドシアの戦い（英語: Battle of Pandosia）では、ブルッティ人とルカニア人（英語: Lucani (ancient people)）が連合した小規模なイタリック軍が、エピロス王アレクサンドロス1世 (Alexander I of Epirus) （マケドニアのアレクサンドロス大王の伯父にあたる人物）に敗北を喫している。
コンセンティアは数世紀にわたって、この地域の都市のあいだで特徴ある地位を維持した。皇帝アウグストゥスのもと、コンセンティアはカラブリアとシチリアとを結ぶポッピリア街道（英語: Via Popilia）の結ぶ重要な宿駅となった。ローマ帝国の時代には単なるコロニアであったが、自治特権を得ていた。

### アラリックの墓

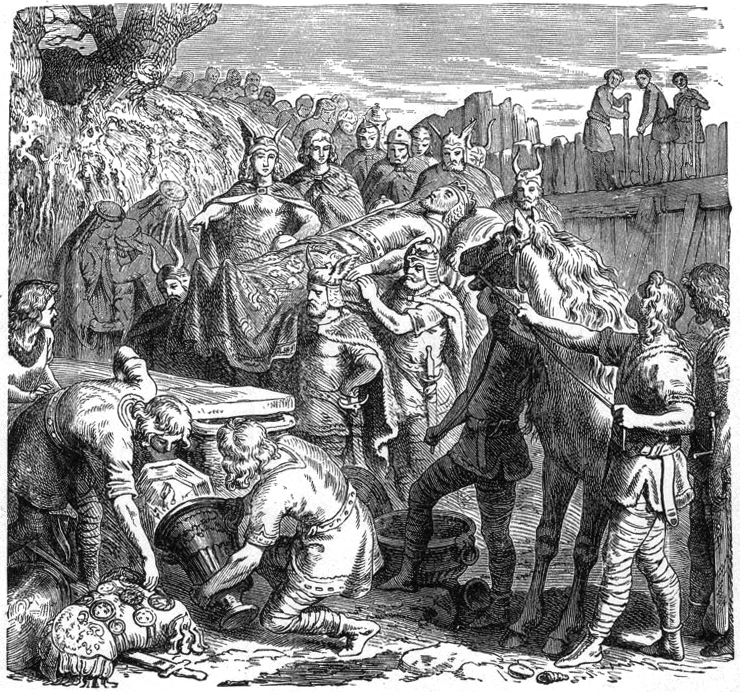
ブゼント川でのアラリック1世の埋葬（19世紀に出版された書籍の挿絵）

410年、西ゴート族の王アラリック1世は、ローマを占領した。外敵によって「永遠の都」ローマが占領されるのは、実に800年ぶりのことであった。アラリックは市内を略奪して（ローマ略奪）、大量の財宝とともにローマを去った。
ゴート族の歴史家ヨルダニス（英語: Jordanes）によれば、ローマを去ったアラリックは軍とともに南に向かった。彼はコゼンツァに至り、そこで死んだ。何が起こったかははっきりしないが、病気によるものだろうと考えられている。敵の攻撃によって死亡したという説もある。いずれにせよ、アラリックの軍勢は、彼らの王を讃えて特別な墓を築き埋葬した。その埋葬地はブゼント川とクラーティ川の合流点であったと伝えられている。ブゼント川の水を迂回させ、アラリックとその乗騎を征服地から集めた財宝のすべてとともに納めるのに十分な大きさの墓穴を掘る工事には多くの奴隷が動員された。墓が完成すると川の水は本来の流路に戻され、墓は水底に眠ることとなった。そして、墓の場所の秘密を守るために、奴隷たちはみな殺害された。
西ローマ帝国滅亡後、コゼンツァ県域のいくつかの都市（その顕著な事例はロッサーノ）は、「蛮族」による政府を認めることを拒絶した。これらの都市はその後数世紀にわたり、都市の強力な防壁と小規模なローマ軍守備隊を擁して、イタリアにおける「ローマ帝国」の最後の砦の一部となった。そのため、コゼンツァはゲルマン系のランゴバルド人が侵攻してくるまで、東ローマ帝国の領土と見なされる。

### ノルマン朝、ホーエンシュタウフェン朝、アンジュー朝

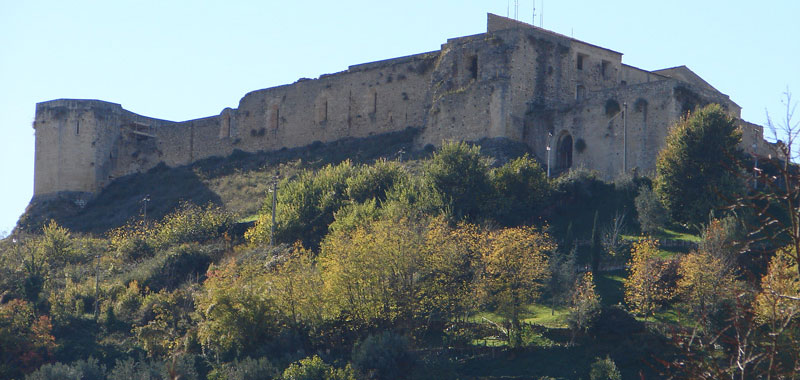
ノルマン人の城

コゼンツァの都市は、ランゴバルド人（ランゴバルド王国）とイスラム教徒との間での激しい抗争のために破壊されたが、988年頃に再建された。しかし、11世紀初期には再度の激しい破壊を受けた。戦禍を免れようとする住民たちは都市を放棄して周辺の丘陵地帯に退避し、やがてこの丘陵地帯に小規模な集落（casali と呼ばれる）を形成した。
11世紀前半までに、ランゴバルド領カラブリアは、ノルマン人による封建公国となり、コゼンツァはその首都となった（ノルマン人による南イタリア征服参照）。都市はルッジェーロ1世の支配に対する反乱を起こしたが、長い包囲戦の後に再度占領された。その後、ホーエンシュタウフェン朝の支配下で、都市はカラブリア宮廷（Curia Generale）の所在地となった。皇帝フリードリヒ2世（皇帝在位: 1220年 - 1250年）は特にコゼンツァに関心を寄せていた。彼は建設活動と経済活動を推進し、年一度の重要な定期市を開設した。
その後、コゼンツァは聖職者に支援され、ナポリ王国（アンジュー朝）の支配に対して激しく戦った。蜂起が Crathis の谷に広がる一方で、町はアンジュー家とアラゴン王国との間で振り子のように争奪戦が繰り広げられた。1432年、アンジュー朝の国王ルイ3世・ダンジューは、彼の妻マルゲリータとともにコゼンツァの城に定住した。1434年にルイ3世が早世すると、彼は大聖堂に埋葬された。

### スペインによる支配
1500年、コゼンツァは抵抗にもかかわらず、ゴンサロ・フェルナンデス・デ・コルドバ率いるスペイン軍に占領された。16世紀の間、コゼンツァはカラブリア副王領の首府として成長の時代を経験した。この時代は、1511年に設立されたアカデミア・コゼンティア（英語: Accademia Cosentina）を中心として、文化的な重要性も増した時期であった。アカデミア・コゼンティアには、ベルナルディーノ・テレジオ（英語: Bernardino Telesio）、アウロ・ジャンニ・パッラージオ（英語: Janus Parrhasius）、マルティラーノ兄弟、アントニオ・セラ（英語: Antonio Serra）などがいた。
スペイン継承戦争（1701年 - 1714年）中の1707年、ナポリ王国の支配は、スペインからオーストリア（ハプスブルク家）の手に渡り、1735年からはスペイン系ブルボン家の手に戻った（シチリア・ブルボン朝）。フランス革命期には、1799年にパルテノペア共和国の樹立が宣言されるが短命に終わり、ファブリツィオ・ルッフォ（英語: Fabrizio Ruffo）枢機卿が率いる反共和派（英語: Sanfedismo）の軍勢によって占領された。ルッフォ枢機卿はコゼンツァの出身であった。

### 近代

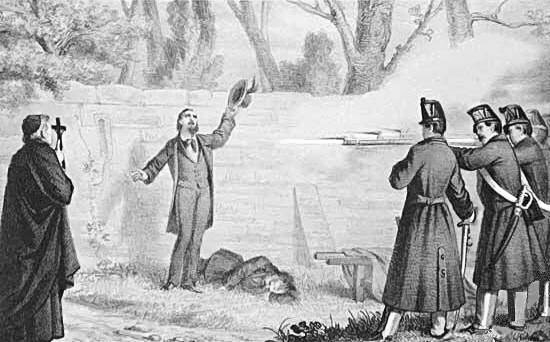
バンディエラ兄弟の処刑

1806年から1815年にかけて、コゼンツァはフランスの支配に対して激しく戦った。残酷な弾圧が吹き荒れたこの時代、1813年には当地でも秘密結社カルボナリが組織され、また多くの反乱者が処刑された。
ナポレオンの没落後、シチリア・ブルボン朝による両シチリア王国が建国される。1821年と1837年に発生したコゼンツァの蜂起は、イタリア統一運動（リソルジメント）の先駆けであった。これらに続いた1844年3月15日の蜂起は、ヴェネツィア生まれの著名な統一活動家バンディエラ兄弟（英語: Bandiera brothers）が合流を図ったことで最高潮に達した。兄弟はその同志たちとともにコゼンツァの Vallone di Rovito で処刑された。
1860年、ジュゼッペ・ガリバルディの軍隊がこの地域を迅速かつ英雄的に占拠してまもなく、国民投票はカラブリアの新たなイタリア王国への併合を宣言した。

## スポーツ
2006年、FINA水球ワールドリーグが開催された。